# David Movilla
Luis David Movilla Madrid, más conocido como David Movilla (Baracaldo, Vizcaya, 9 de febrero de 1980), es un entrenador de fútbol español que actualmente entrena al C. E. Sabadell F. C. de la Primera Federación.

## Carrera deportiva
El entrenador vizcaíno comenzó su trayectoria en los banquillos en 1999 en el Cadete del Romo CF. Tras dos años, continuó su carrera en el Cadete del Peña Athletic de Santurtzi con el ascenso a Liga Vasca. 
Posteriormente dirigió al Juvenil B del Arenas de Guecho ascendiéndolo a Liga Vasca juvenil para, una temporada después, en la Jornada 12.ª, mientras lideraba la clasificación de Liga Nacional con el Juvenil A del mismo Club, y con tan sólo 23 años, hacerse cargo del primer equipo en 3.ª División que en aquel momento, ocupaba los puestos de descenso de categoría. Tras terminar en 10.ª posición renovó otra temporada clasificando al equipo en 7.ª posición. La siguiente temporada fue destituido en la 19.ª jornada dejando al equipo a 3 puntos del playoff de ascenso a Segunda División B.
En 2006 continuó su trayectoria dirigiendo al SD Leioa en categoría regional y al que llevaría a ascenderlo a la Segunda División B.
En 2015, tras 9 años en el SD Leioa, puso fin su etapa en el conjunto vasco y se comprometería con el Barakaldo CF de Segunda División B.
En las filas del Barakaldo CF rozó el ascenso a Segunda División en su primera temporada con el conjunto gualdinegro. En su segunda temporada, en marzo de 2017 padeció una polémica destitución (juicio ganado, incluido) tras la que tardó año y medio en encontrar nuevo destino.
El 1 de octubre de 2018, firma como entrenador del Zamora CF de Tercera División de España.
Al término de la temporada 2019-20 lograría el ascenso con el Zamora CF a la Segunda División B, con un bagaje de 23 victorias, 4 empates y 1 derrota, antes del parón de la liga por el coronavirus.
En la temporada 2020-21, afrontaría su tercera temporada en el conjunto zamorano, esta vez en la Segunda División B.
El 9 de mayo de 2021, acabaría en tercera posición del Grupo I de la Segunda División B de España y logra clasificarse para los play-offs de ascenso a la Segunda División.
El 22 de noviembre de 2021, llega a un acuerdo con el Zamora CF para cesar su actividad como entrenador de dicho equipo.
El 5 de diciembre de 2022, firma como entrenador del Real Unión Club de la Primera Federación, en sustitución de Aitor Zulaika.
El 16 de marzo de 2023, es destituido como entrenador del Real Unión Club y es relevado por Iñaki Goikoetxea.
El 4 de julio de 2023, regresó al Zamora CF al que dirige durante una temporada.
El 20 de enero de 2025, firma como entrenador del C. E. Sabadell F. C. de la Segunda Federación.

## Trayectoria como entrenador
| Club                    | País   | Año             |
| ----------------------- | ------ | --------------- |
| Romo Futbol Club        | España | 1999-2001       |
| Peña Athletic Santurtzi | España | 2001-2002       |
| Arenas de Guecho        | España | 2002-2006       |
| SD Leioa                | España | 2006-2015       |
| Barakaldo CF            | España | 2015-2017       |
| Zamora CF               | España | 2018-2021       |
| Real Unión Club         | España | 2022-2023       |
| Zamora CF               | España | 2023-2024       |
| CE Sabadell FC          | España | 2024-actualidad |